# Echthrus rufipes
Echthrus rufipes là một loài tò vò trong họ Ichneumonidae.